# 켐프탈역
켐프탈역(독일어: Kemptthal)은 스위스 취리히주와 린다우 지자체에 있는 기차역이다. 이 역은 취리히에서 빈터투어로 가는 간선 노선에 있으며, 취리히 S-반 서비스 S7 및 S24의 중간 정류장이다.

## 운행편
2021년 12월 시간표 변경에 따라 켐프탈에서 다음 서비스가 정차한다.
- 취리히 S-반
  - S7 : 라퍼스빌과 빈터투어 사이의 심야 운행
  - S24 : 추크까지 30분 간격 운행, 타잉엔과 바인펠덴까지 매시간 운행